# Padangsari
Padangsari is een bestuurslaag in het regentschap Cilacap van de provincie Midden-Java, Indonesië. Padangsari telt 7325 inwoners (volkstelling 2010).